# BT Group
BT Group (cunoscută inițial ca British Telecommunications) este o companie britanică de telecomunicații privatizată, cu o cifră de afaceri de 19,5 miliarde £ și un profit de 2,6 miliarde £ în anul 2006. Compania este cel mai mare furnizor de servicii de comunicații din Marea Britanie și are operațiuni în 170 de țări.
Număr de clienți de telefonie fixă (milioane):
| An      | 2008 | 2007 | 2006 | 2005 |
| ------- | ---- | ---- | ---- | ---- |
| Clienți | 22,5 | 23,9 | 25,7 | 27,8 |

Număr de clienți pentru internet de bandă largă (milioane):
| An      | 2008 | 2007 | 2006 | 2005 |
| ------- | ---- | ---- | ---- | ---- |
| Clienți | 12,6 | 10,7 | 8,1  | 5    |

Număr de angajați (mii):
| An       | 2008  | 2007  | 2006  | 2005  |
| -------- | ----- | ----- | ----- | ----- |
| Angajați | 119,9 | 106,2 | 104,4 | 102,1 |